# Thabo Mooki
Thabo Mooki (Soweto, 22 de outubro de 1974) é um ex-futebolista profissional sul-africano que atuava como meia.

## Carreira
Thabo Mooki se profissionalizou no Kaizer Chiefs.

## Seleção
Thabo Mooki integrou a Seleção Sul-Africana de Futebol na Copa das Nações Africanas de 1998, vice-campeã.

## Títulos
África do Sul
- Copa das Nações Africanas: Vice - 1998